# Mittenothamnium hookerioides
Mittenothamnium hookerioides är en bladmossart som beskrevs av F. J. Hermann 1976. Mittenothamnium hookerioides ingår i släktet Mittenothamnium och familjen Hypnaceae. Inga underarter finns listade i Catalogue of Life.